# Urechești (okręg Dolj)
Urechești – wieś w Rumunii, w okręgu Dolj, w gminie Mischii. W 2011 roku liczyła 277 mieszkańców.